# Turn- und Sportgemeinschaft Solingen 2016-2017
Questa voce raccoglie le informazioni riguardanti il Turn- und Sportgemeinschaft Solingen nelle competizioni ufficiali della stagione 2016-2017.

## Organigramma societario
Area direttiva
- Presidente: Andreas Seidensticker

Area tecnica
- Allenatore: Justin Wolff
- Allenatore in seconda: Oliver Gies
- Scout man: Felix Jülicher

Area sanitaria
- Medico: Robert Weindl

## Rosa
| N° | Nome              | Ruolo | Data di nascita  | Nazionalità sportiva |
| -- | ----------------- | ----- | ---------------- | -------------------- |
| 2  | Huib den Boer     | P     | 11 novembre 1981 | Paesi Bassi          |
| 3  | Oliver Gies       | S     | 28 giugno 1985   | Germania             |
| 4  | Maximilian Horn   | P     | 7 agosto 1996    | Germania             |
| 5  | Maximilian Ströbl | S     | 4 marzo 1997     | Germania             |
| 6  | Christian Gosmann | S     | 2 luglio 1992    | Germania             |
| 7  | Toni Mester       | C     | 15 agosto 1989   | Germania             |
| 8  | Benny Nibbrig     | S/O   | 19 luglio 1990   | Germania             |
| 9  | Alan Wasilewski   | C     | 23 luglio 1991   | Polonia              |
| 10 | Lennart Bevers    | L     | 10 luglio 1993   | Germania             |
| 13 | Dirk Pietzonka    | C     | 14 dicembre 1991 | Germania             |
| 15 | Christoph Marks   | S     | 16 aprile 1997   | Germania             |